# Liam Broady
Liam Broady (ur. 4 stycznia 1994 w Stockport) – brytyjski tenisista.
Jego starsza siostra, Naomi Broady również jest tenisistką.

## Kariera tenisowa
Startując w gronie juniorów, Broady jest zwycięzcą Wimbledonu 2010 oraz Australian Open 2012 w grze podwójnej chłopców oraz finalistą juniorskiego Wimbledonu 2011 oraz US Open 2012 w grze pojedynczej.
Od roku 2014 jest tenisistą zawodowym.
Najwyżej sklasyfikowany był na 116. miejscu (14 lutego 2022) w singlu oraz na 217. (24 grudnia 2018) w deblu.
W 2015 roku zadebiutował w imprezie Wielkiego Szlema podczas Wimbledonu. Dotarł wówczas do 2. rundy, w której przegrał z Davidem Goffinem.

### Finały juniorskich turniejów wielkoszlemowych

#### Gra pojedyncza (0–2)
| Końcowy wynik | Nr | Data | Turniej            | Nawierzchnia | Przeciwnik   | Wynik finału  |
| ------------- | -- | ---- | ------------------ | ------------ | ------------ | ------------- |
| Finalista     | 1. | 2011 | Wimbledon, Londyn  | Trawiasta    | Luke Saville | 6:2, 4:6, 2:6 |
| Finalista     | 2. | 2012 | US Open, Nowy Jork | Twarda       | Filip Peliwo | 2:6, 6:2, 5:7 |

#### Gra podwójna (2–0)
| Końcowy wynik | Nr | Data | Turniej                    | Nawierzchnia | Partner             | Przeciwnicy                | Wynik finału |
| ------------- | -- | ---- | -------------------------- | ------------ | ------------------- | -------------------------- | ------------ |
| Zwycięzca     | 1. | 2010 | Wimbledon, Londyn          | Trawiasta    | Tom Farquharson     | Lewis Burton George Morgan | 7:6(4), 6:4  |
| Zwycięzca     | 2. | 2012 | Australian Open, Melbourne | Twarda       | Joshua Ward-Hibbert | Adam Pavlásek Filip Veger  | 6:3, 6:2     |